# 若葉ケヤキモール
若葉ケヤキモール(わかばけやきもーる)は、東京都立川市若葉町にある五日市街道に面した商業施設。

## 概要
髙島屋の立川市若葉町物流センター跡地活用を目的として、高島屋の子会社である東神開発株式会社によって2006年開業。
約3000坪の敷地を有し、二階建ての施設と立体駐車場が併設されている。
地域密着型の運営を目指している。マスコットキャラクターは｢木の葉ちゃん」。
2021年1月24日をもって、モール開業当初からの核店舗であったマルエツ(旧・リンコス)立川若葉町店が閉店。同年7月15日、オーケー立川若葉町店が開店。

## テナント
2025年4月現在

### 食料品
- オーケー - スーパーマーケット
- カルディコーヒーファーム - 輸入食品・コーヒー販売

### 衣料・雑貨・日用品
- ファッションセンター しまむら - 服飾・寝具インテリア
- ハニーズ - 婦人服
- KIDS NEXT - リサイクル子供服・雑貨
- キャンドゥ - 100円ショップ
- サンドラッグ - ドラッグストア
- ふれあいmarket - 服飾・生活雑貨

### サービス 他
- ベネッセの英語教室 BE studio（旧・こども英会話ミネルヴァ） - 子供英語教室
- ちいはぐ・若葉ケヤキモール園（旧・ビックママランド若葉ケヤキモール園） - 小規模認可保育園
- クラブネイス体操教室 - 児童体操教室
- マジックミシン - 洋服リフォーム
- おたからや - 買取専門店
- ヘアーサロン Ｍ plus - 美容室
- Raffine - リラクゼーションサロン
- バルコ ランドリープレイス - コインランドリー
- 若葉グリーン歯科
- サイゼリヤ - ファミリーレストラン